# Malabo
Malabo [maˈlaβo] ist die Hauptstadt des Staates Äquatorialguinea, sie liegt an der Nordküste der Insel Bioko. An der Westküste Afrikas am Atlantik gelegen beherbergt sie etwa 297.000 Einwohner. Sie ist ebenfalls Hauptstadt der nördlichen Inselprovinz Bioko Norte.

## Administrative Gliederung
Die Stadtverwaltung von Malabo wies 2003 unter anderem folgende Stadtteile aus:
- Abayak
- Zona del Ministerio de Industria
- Parque de las Naciones Unidas
- Centro histórico
- Los Ángeles
- Campo Yaounde
- Antiguo Lamper
- Garcia
- Alcaide
- Fortuny
- Africa 2000
- Semu
- Pinta Silvo
- Nuevo Lamper
- Ela Nguema

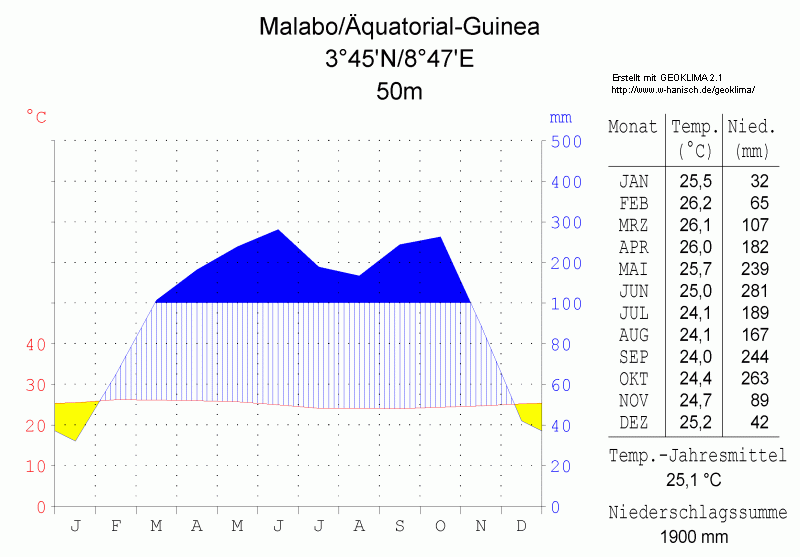
Klimadiagramm von Malabo

Die Liste ist (Stand Februar 2018) unvollständig, denn das schnelle Wachstum der Stadt hat zu weiteren Neusiedlungen geführt, deren offizieller Status unklar ist. Es sind hier z. B. Paraiso oder Buena Esperanza zu nennen, vor allem aber das im Süden gelegene, städteplanerische Großprojekt Malabo Dos.

## Klima
In Malabo herrscht tropisches Klima.

## Geschichte
Die Stadt wurde 1827 von Großbritannien als Port Clarence gegründet. Zunächst wurde sie als Flottenstützpunkt genutzt, der darauf abzielte, den Sklavenhandel zu unterbinden. Viele befreite Sklaven wurden dort angesiedelt, bis Sierra Leone als Kolonie für befreite Sklaven gegründet wurde. Viele der ehemaligen Sklaven sind nach Sierra Leone umgesiedelt, andere blieben in der Gegend von Malabo zurück, und noch heute leben ihre Nachkommen dort. Als die Insel Bioko 1843 wieder in spanischen Besitz überging, wurde die Stadt in Santa Isabel umbenannt. Viele Gebäude aus der Ära der spanischen Kolonialarchitektur sind noch heute erhalten und prägen das Stadtbild der Altstadt, Höhepunkte sind insbesondere die 1916 von Luís Segarra Llairadó fertiggestellte, imposante Kathedrale im neugotischen Stil sowie der Präsidentenpalast, beide an der Plaza de la Independencia gelegen.
Von 1916 bis 1919 lebten auf der Insel zahlreiche Deutsche der kamerunischen Schutztruppe. Zwei fast vergessene Denkmäler erinnern noch an sie, sie wurden 2009 von der deutschen Botschaft wieder freigelegt und erstmals wurden Kränze daran niedergelegt.
Die landesweiten Wahlen zu Provinzversammlungen im Rahmen der ersten Zugeständnisse Spaniens an Emanzipationsforderungen führten am 21. Juni 1960 zur Ernennung des ersten einheimischen Bürgermeisters, Wilwardo Jones Níger. Ihm folgten seither Abilio Balboa Arking (Juni 1961–?), Antonio Ribeiro Ebuera, Julio Bonete Eiye, Vidal Djoni Bekoba, Tomás Alfredo King Tomas, Rosendo Toichoa, Felipe Beta Tobachi, Antonio Reibeira Ebuera, Elias Manuel Macho Ricacha, Basilio Cañadas Idjabe, Cristina Djombe Djangani, Vicente Ebong Uwa, Bernardino Edu Oba, Victorino Bolekia Bonay und Gabriel Mba Bela
(2000–?). Im Jahr 2013 war María Coloma Edjang Bengono Bürgermeisterin.
Santa Isabel wurde 1969 zur Hauptstadt des neuen Staates Äquatorialguinea ernannt. 1973 wurde sie im Rahmen einer Kampagne des damaligen Präsidenten Francisco Macías Nguema, die das Ersetzen europäischer Ortsnamen durch afrikanische forcierte, in Malabo umbenannt. Ihren Namen erhielt die Stadt nach einem König der Bubi, Löpèlo Mëlaka.

## Wirtschaft und Infrastruktur
Der Flughafen Malabo oder Saint Isabel Airport ist der größte Flughafen in Äquatorialguinea und liegt etwa neun Kilometer westlich von Malabo.
Den größten Einfluss auf die heutige Situation Malabos hat die Punta Europa, ein ca. 15 km² großes Industrieareal an der Küste nordwestlich von Malabo. Auf der Punta Europa betreiben verschiedene US-amerikanische Unternehmen, darunter Marathon Ashland Petroleum, EG LNG, Atlantic Methanol und andere einen Stützpunkt zur Gewinnung von Erdgas und Erdöl. Die Punta Europa betreibt dort auch eine eigene Pier, an der Hochseeschiffe betankt werden können. Marathon Ashland Petroleum fördert an der Punta Europa nach eigenen Angaben ca. 3,7 Millionen Tonnen Flüssiggas.

## Erzbistum Malabo
Malabo ist Sitz des römisch-katholischen Erzbistums Malabo, das auf das 1865 errichtete Apostolische Vikariat von Annobón, Corisco und Fernando Poo Islands zurückgeht. Bischofskirche ist die Kathedrale Santa Isabel (erbaut 1897–1916).

## Sport
In Malabo ist der Fußballklub CD Unidad Malabo beheimatet.
Special Olympics Äquatorialguinea hat in Malabo seinen Sitz.

## Persönlichkeiten

### Söhne und Töchter der Stadt
- Diego Martel (1948–2021), spanischer Schwimmer
- Álvaro Cervera (* 1965), spanischer Fußballspieler und -trainer
- Juan Tomás Ávila Laurel (* 1966), Schriftsteller und Dichter
- Vicente Ehate Tomi (* 1968), Politiker (PDGE)
- Ângelo Torres (* 1968), são-toméisch-portugiesischer Filmschauspieler
- Deogracias Abaga (* 1980), Fußballspieler
- Lino Makuba (* 1982), Fußballspieler
- Emeterio Elo (* 1984), Fußballspieler
- Justice Esono (* 1986), Fußballspieler
- Olive Christelle Ngo Nyepel (* 1995), Fußballspielerin
- Luis Nlavo (* 2001), Fußballspieler
- Alba Mbo Nchama (* 2003), Sprinterin